# Rosalyn Scott
Rosalyn P. Scott (Newark, 1950) es una cirujana torácica estadounidense conocida por su trabajo en educación y por ser la primera mujer afroestadounidense en convertirse en cirujana torácica.

## Biografía

La Facultad de Medicina de la Universidad de Nueva York, donde Scott obtuvo su MD

Scott nació y creció en Newark, Nueva Jersey, su padre y su tío la inspiraron a convertirse en médico. Su padre era dentista, y su consultorio dental fue la fuente de la exposición temprana de Scott a la medicina, donde ella ayudó los sábados por la mañana limpiando instrumentos dentales, editando información en gráficos y organizando documentos de pacientes. El padre de Scott sufrió un ataque al corazón cuando ella estaba en tercer grado. Sin embargo, sobrevivió y luego alentó a Scott a convertirse en cirujano cardiotorácico. Scott no solo se inspiró en su padre, sino que su tío era cirujano torácico y presidente del hospital donde trabajaba en Chicago. 
En Troy, Nueva York, Scott asistió al Instituto Politécnico Rensselaer para su educación universitaria y obtuvo una licenciatura en química en 1970. Luego se mudó a la Facultad de Medicina de la Universidad de Nueva York y se graduó en 1974, a pesar de ser víctima del sexismo y el racismo en el campo de la medicina durante ese tiempo. Permaneció en la ciudad de Nueva York para realizar pasantías y residencia tanto en el Hospital y Centro Médico de St. Vincent como en el Hospital y Centro de Salud de St. Clare. Scott continuó su residencia como cirujano torácico en el Centro Médico de la Universidad de Boston de 1977 a 1979. Luego regresó a la ciudad de Nueva York desde Boston para residir en el Hospital y Centro de Salud St. Clare, una vez más, y en el New York Medical College, donde se especializó en cirugía cardíaca y cirugía general. Al hacer esto, Scott se convirtió en la primera mujer afroamericana en establecer una residencia en cirugía cardiotorácica. Scott continuó su entrenamiento en cirugía cardiovascular como miembro del Texas Heart Institute, donde fue la primera en recibir la "beca cardiovascular Mary A. Fraley" en 1980. En 1994, la Dra. Scott recibió una Maestría en Ciencias en Administración de la Salud de la Universidad de Colorado College of Business. 

## Carrera

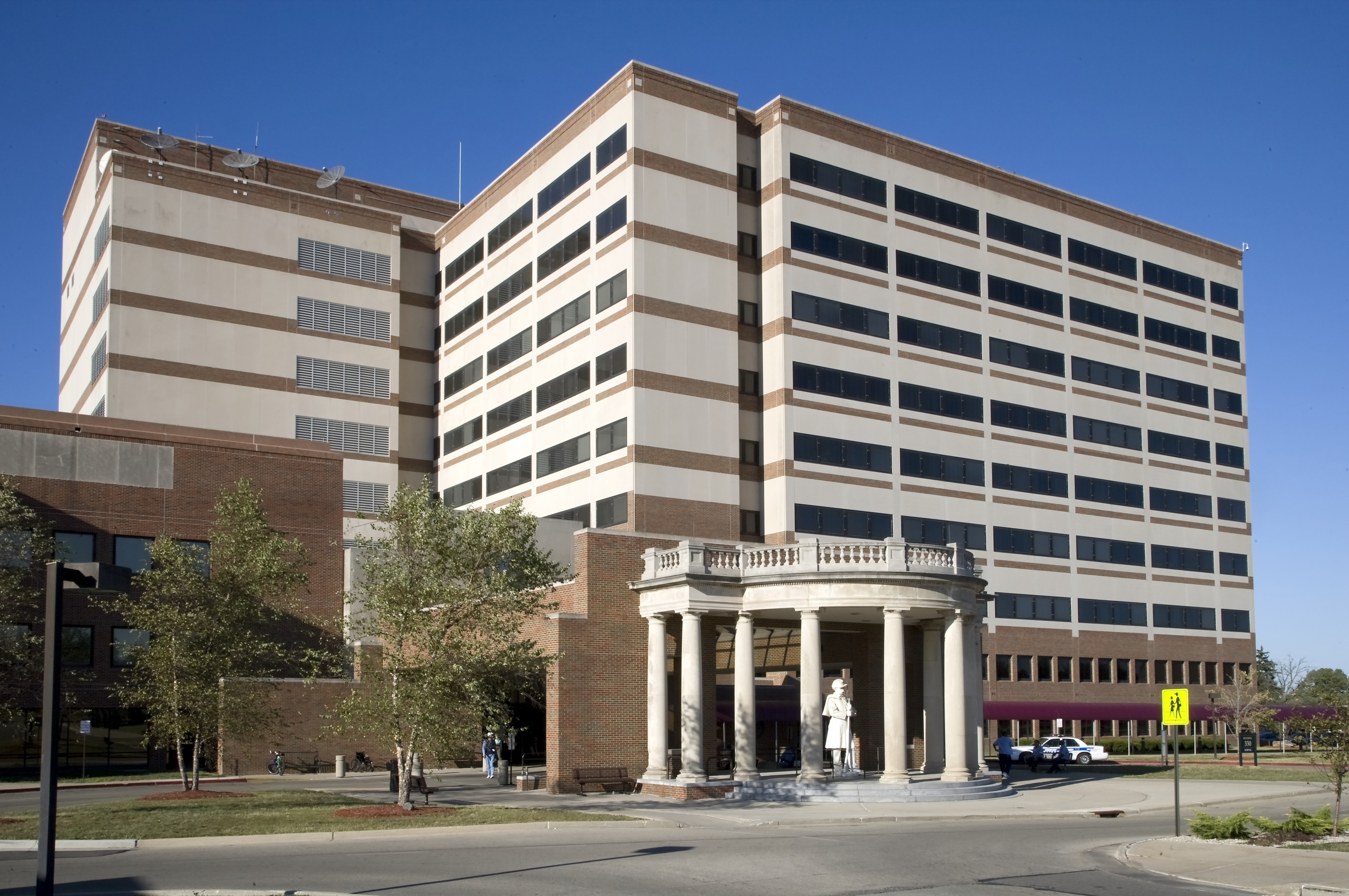
Dayton VA Medical Center, donde la Dar. Scott es actualmente Jefe de Servicios Quirúrgicos

En 1981, después de que Scott completara su educación de posgrado, fue nombrada profesora asistente de cirugía en la Facultad de Medicina de la Universidad de Texas en Houston. Permaneció en Houston hasta 1983, cuando fue nombrada profesora asistente de cirugía en UCLA y en la Facultad de Medicina y Ciencia Charles R. Drew. En 1987, dejó UCLA pero continuó su papel docente en la Drew University of Medicine. Mientras estuvo en la Universidad de Drew, el Dr. Scott se desempeñó como director asociado del programa de residencia en cirugía general (1990-1997), vicepresidente de investigación y asuntos académicos en el departamento de cirugía (1991-1997), así como director del Drew Grupo de Investigación Quirúrgica (1993-1997). También fue profesora asociada de investigación (1994-1997) y profesora adjunta (1998-2001) en la Facultad de Administración y Política de Salud de la Universidad Estatal de Arizona. Scott se desempeñó como Director Interino del programa de residencia para cirugía general en Drew (2003-2004). Mientras tenía su cita en el Centro Médico Drew, la Dra. Scott también formó parte del personal quirúrgico del Centro Médico Brotman y el Centro Médico Harbor-UCLA. Mientras trabajaba en estos lugares, se centró en la investigación del estrés laboral en los residentes de cirugía y las disparidades de salud en la atención del cáncer cardiovascular y pulmonar. En 2007, dejó Drew para ir a la Universidad Estatal de Wright, donde actualmente es profesora y jefa de servicios quirúrgicos en el Centro Médico de Asuntos de Veteranos de Dayton en Dayton, Ohio. Scott ha sido pionera de las mujeres afroamericanas en el campo de la cirugía torácica y la educación quirúrgica. Fue la primera mujer afroamericana en convertirse en cirujana torácica y también fue la primera mujer afroamericana en ser admitida en la Sociedad de Cirujanos Universitarios. Ella cofundó dos organizaciones para apoyar a otros cirujanos y alentar a los estudiantes a luchar contra la discriminación: la Sociedad de Cirujanos Académicos Negros, fundada en 1986, y la Asociación de Cirujanos Cardiovasculares y Torácicos Negros, fundada en 1999. 

## Investigación
Scott ha llevado a cabo una amplia investigación a lo largo de los años en relación con la región torácica del cuerpo. Su investigación incluye disparidades en la atención médica que afectan a las personas con enfermedades cardiovasculares y cáncer de pulmón, y el estrés laboral que afecta a los cirujanos. Ha trabajado en numerosas juntas de investigación y ha creado otras organizaciones para médicos cardiovasculares y torácicos, incluida la Asociación de Cirujanos Cardiovasculares y Torácicos Negros.
En 2015, Scott desempeñó un papel integral en la apertura de una instalación de simulación de última generación en Dayton VA. El centro de simulación es el único centro de simulación móvil en el sistema VA. Incluye equipos como maniquíes que tienen todas las funciones vitales de una persona real para simular situaciones reales que ocurren en el hospital. La instalación también incluye todo el equipo necesario para situaciones de emergencia y tecnología para registrar las simulaciones, para que puedan reproducirse.

## Reconocimientos
- La primera mujer afroamericana en ser entrenada en cirugía torácica (1977)
- La primera becaria Mary A. Fraley, Texas Heart Institute (1980)
- Miembro fundador de la Sociedad de Cirujanos Académicos Negros (1986)
- Primera mujer afroamericana en ser miembro de la Sociedad de Cirujanos Universitarios (1995)
- Miembro fundador, Asociación de Cirujanos Cardiovasculares y Torácicos Negros (1999)
- Expresidenta de mujeres en cirugía torácica[1]